# Аббифил
Аббифи́л (англ. Abbeyfeale; ирл. Mainistir na Féile, «монастырь Феала») — (переписной) посёлок в Ирландии, находится в графстве Лимерик (провинция Манстер).
Местная железнодорожная станция была открыта 20 декабря 1880 года и закрыта 3 ноября 1975 года.

## Демография

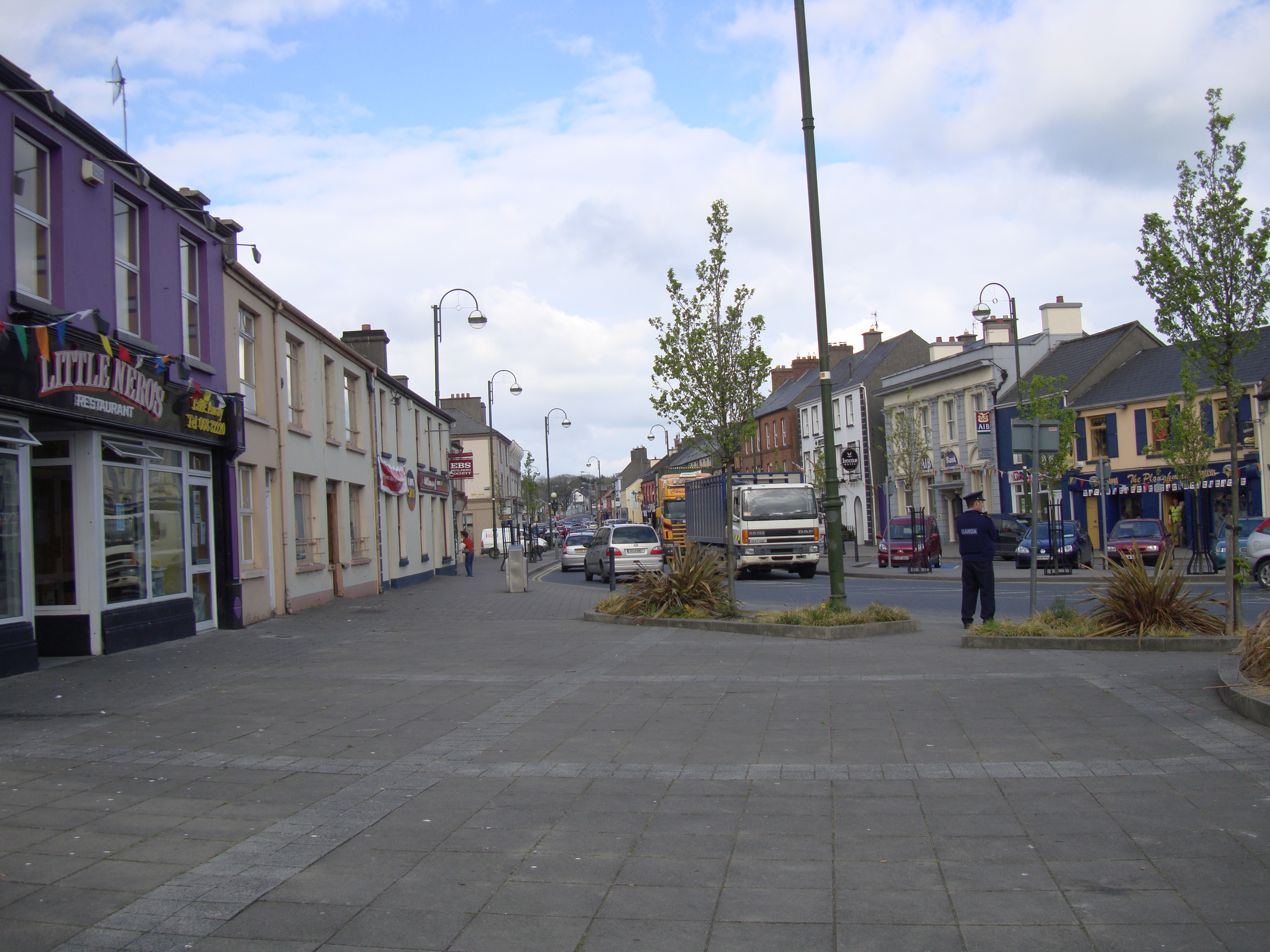
Городской центр

Население — 1940 человек (по переписи 2006 года). В 2002 году население составляло 1683.
Данные переписи 2006 года:
| Общие демографические показатели |               |                               |                               |      |      |
| Всё население                    | Всё население | Изменения населения 2002—2006 | Изменения населения 2002—2006 | 2006 | 2006 |
| 2002                             | 2006          | чел.                          | %                             | муж. | жен. |
| 1683                             | 1940          | 257                           | 15,3                          | 946  | 994  |

В нижеприводимых таблицах сумма всех ответов (столбец «сумма»), как правило, меньше общего населения населённого пункта (столбец «2006»).
| Религия (Тема 2 — 5 : Число людей по религиям, 2006) |             |                |             |            |       |      |
| Католики, чел.                                       | Католики, % | Другая религия | Без религии | не указано | сумма | 2006 |
| 1776                                                 | 91,5        | 94             | 46          | 24         | 1940  | 1940 |

| Этно-расовый состав (Этничность. Тема 2 — 3 : Постоянное население по этническому или культурному происхождению, 2006) |            |              |       |        |        |            |       |       |
| Белые ирландцы | Лухт-шулта | Другие белые | Негры | Азиаты | Другие | Не указано | сумма | 2006  |
| 1530 | 178        | 97           | 0     | 35     | 28     | 33         | 1901  | 1940  |
| Доля от всех отвечавших на вопрос, %                                                                                   |            |              |       |        |        |            |       |       |
| 80,5 | 9,4        | 5,1          | 0,0   | 1,8    | 1,5    | 1,7        | 100   | 98,01 |

1 — доля отвечавших на вопрос о языке от всего населения.
| Владение ирландским языком (Тема 3 — 1 : Число людей от 3 лет и старше по способности говорить по-ирландски, 2006) |      |            |       |       |
| Владеете ли Вы ирландским языком?                                                                                  |      |            |       |       |
| Да | Нет  | Не указано | сумма | 2006  |
| 796 | 1002 | 45         | 1843  | 1940  |
| Доля от всех отвечавших на вопрос о языке, %                                                                       |      |            |       |       |
| 43,2 | 54,4 | 2,4        | 100   | 95,01 |

1 — доля отвечавших на вопрос о языке от всего населения.
| Использование ирландского языка (Тема 3 — 2 : Говорящие по-ирландски от 3 лет и старше по частоте использования ирландского языка, 2006) |                                                            |                                               |                                               |                                               |                                               |                                               |       |                                     |      |
| Как часто и где Вы говорите по-ирландски?                                                                                                |                                                            |                                               |                                               |                                               |                                               |                                               |       |                                     |      |
| ежедневно, только в образовательных учреждениях                                                                                          | ежедневно, как в образовательных учреждениях, так и вне их | в других местах (вне образовательной системы) | в других местах (вне образовательной системы) | в других местах (вне образовательной системы) | в других местах (вне образовательной системы) | в других местах (вне образовательной системы) | сумма | всего, отвечавших на вопрос о языке | 2006 |
| ежедневно, только в образовательных учреждениях                                                                                          | ежедневно, как в образовательных учреждениях, так и вне их | ежедневно                                     | каждую неделю                                 | реже                                          | никогда                                       | не указано                                    | сумма | всего, отвечавших на вопрос о языке | 2006 |
| 211 | 5                                                          | 19                                            | 37                                            | 287                                           | 226                                           | 11                                            | 796   | 1843                                | 1940 |
| Доля от всех отвечавших на вопрос о языке, %                                                                                             |                                                            |                                               |                                               |                                               |                                               |                                               |       |                                     |      |
| 11,4 | 0,3                                                        | 1,0                                           | 2,0                                           | 15,6                                          | 12,3                                          | 0,6                                           | 43,2  | 100                                 |      |

| Типы частных жилищ (Тема 6 — 1(a) : Число частных домовладений по типу размещения, 2006) |          |         |                 |            |       |      |
| Отдельный дом                                                                            | Квартира | Комната | Переносные дома | не указано | сумма | 2006 |
| 647                                                                                      | 45       | 4       | 2               | 31         | 729   | 1940 |

## Культура
В посёлке с 1995 года регулярно проводится фестиваль традиционной музыки Fleadh by the Feale.

## Спорт
В посёлке есть футбольный (Abbeyfeale United F.C.) и регбийный (Abbeyfeale Rugby Football Club) клубы, действует клуб ГАА (Fr. Caseys GAA Club).